# Conservatorio Giuseppe Verdi (Milán)
El conservatorio Giuseppe Verdi es el conservatorio estatal de música de Milán. Es una de las mayores instituciones de formación musical en Italia.

## Contexto histórico
Durante la dominación de los Habsburgo de Austria el arte de la música nunca había disfrutado de un respeto especial. La emperatriz María Teresa dio paso (a partir de 1773) una serie de reformas encaminadas a crear un sistema de educación pública primaria. Sin embargo, no se esperaba que la enseñanza de la música, como un asunto no considera esencial para la formación de los artesanos y funcionarios. Este arte fue, por tanto, una prerrogativa de los nobles (que a menudo practicaban aficionados), o las personas que pertenecen a las clases más bajas (con respecto a los profesionales de la música). Sin embargo, en los últimos años, que comienza a entrar concibió la idea de crear una escuela de música en la ciudad de Milán.
El período histórico que vio el nacimiento del conservatorio se caracteriza por la figura de Napoleón. En 1796 el general francés libre de la capital de Lombardía de los austriacos y el capital proclamado de la República Cisalpina. La vida cultural de la ciudad ya se encuentra en estado de agitación, cómplices concepciones de la Ilustración desarrollados en silencio durante el gobierno de Austria. Las grandes exigencias impuestas por los franceses se ven como el precio necesario para la preservación de la libertad. El aire de cambiamento por parte de Bonaparte es favorable a la idea de construir un conservatorio maduro y concreto.
La principal motivación para la creación de esta institución se encuentra en las malas condiciones en las que la ópera italiana se encontraba en esos años. A partir de mediados del siglo XVIII, de hecho, la ópera italiana había sido suplantada por la de los Alpes (recuerda la influencia de compositores como Gluck y Mozart). No habiéndose verificado los fenómenos de innovación, la producción de ese periodo conforme con los modelos consolidados (pero lejos de las necesidades de la audiencia). Es el conde Carlo Brentano Grianta, director general de los teatros reales y espectáculos, quien comprende cómo la creación de una escuela de música podría ser una solución a este problema perenne. Grianta, político parcialmente olvidado al final de la era napoleónica, utilizaba la firma en la versión afrancesada Brentano de Grianty incluso antes que los Habsburgo pierdan su poder. La idea fue muy bien recibido por los intelectuales y las autoridades francesas (ya que la ópera era considerado como una gran herramienta de propaganda). 
Es el 24 de agosto de, 1803, cuando Grianty avanza su propuesta ( "un reparo a la entera amenaza del decaimiento del arte musical"), que se concederá el día después de que el vicepresidente de la República Francesco Melzi.

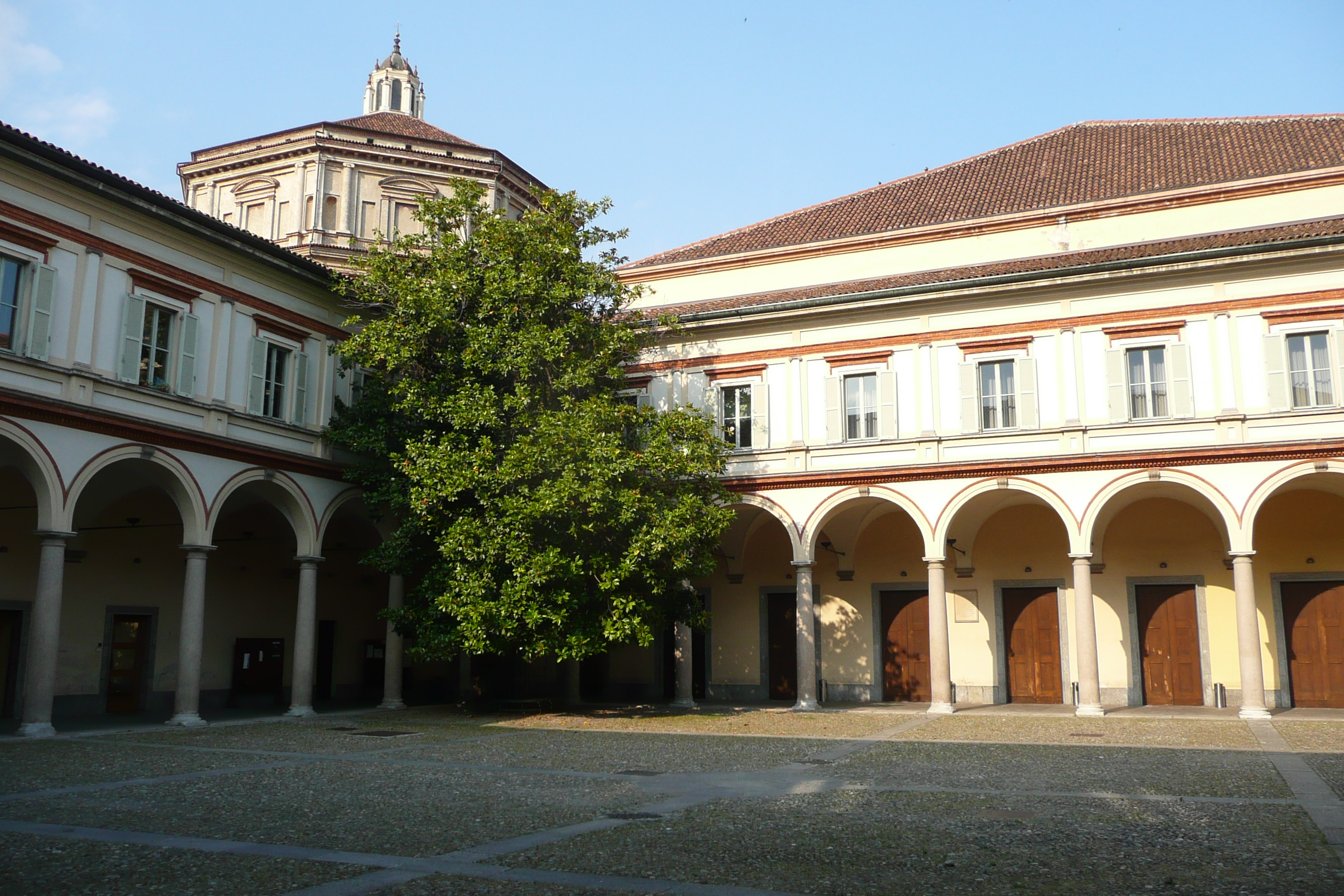
El patio interior del conservatorio

El proyecto se expone el 5 de septiembre de ese año. Se prevé la recepción (en el claustro de la iglesia de Santa María de la Pasión) de 36 estudiantes (24 hombres y 12 mujeres), durante un período de entrenamiento no superior a diez años. El jardín de invierno, desde el punto de vista reglamentario de modelo, inspirado en el orfanato de San Pietro in Gessate (Grianty utiliza definir lugar pía). De hecho el término de invierno, en la era de la lengua italiana, era sinónimo del orfanato. Grianty de hecho había planeado para establecer un orfanato (aunque abierto a ambos sexos) que tenía como objetivo la educación musical de los niños invitados.
Parece que pesaba menos el hecho de que la consideración de París estuviera orgulloso por el nombre conservatorio. Esta adopción lingüística fue motivada por las experiencias anteriores napolitana, conocida por la alta calidad de enseñanza, lo que hizo la palabra invernadero (al menos fuera de Italia) sinónimo de la escuela de música.
La influencia del Conservatorio de París en el desarrollo de lo que Milán ha sido largamente debatido. La primera fue fundada 3 de agosto de, 1795 y tenía como objetivo la creación de una escuela nacional y dar al gobierno un centro de propaganda y la representación política. En el material que todavía está dirigida por su fundador, Bernard Sarrette. El Conservatorio de Milán, sin embargo, nace motivado por la necesidad de reorganización de la ópera y el paralelismo entre las dos instituciones se encuentran prácticamente solo en algunos detalles de la organización.
Tras la abolición de la República y la creación del Imperio Napoleónico, la sensación general de malestar debido a una pérdida general de confianza en el proyecto (que pasa de mano en mano luchando para encontrar la cuenta). En junio de 1804, Grianty por razones que no se comprenden totalmente, abandona sus funciones, y (aparentemente) no demuestra más interesado en la idea de crear un conservatorio en lo que hoy es la capital del Reino de Italia. El plan, tras un período de estancamiento que dura hasta 1806, sería aprobado.

### Profesores famosos
- Marco Bontempo
- Rocco Abate
- Giovanni Acciai
- Giuliana Albisetti
- Giovanni Anfossi
- Davide Anzaghi
- Vincenzo Balzani
- David Banderali
- Giorgio Battistelli
- Antonio Bazzini
- Giulio Bertola
- Bruno Bettinelli
- Gerardo Bizzarro
- Mauro Bonifacio
- Paolo Bordoni
- Paolo Borciani
- Alfredo Bravi
- Elisabetta Brusa
- Bruno Canino
- Paolo Castaldi
- Niccolò Castiglioni
- Alfredo Catalani
- Ruggero Chiesa
- Demetrio Colaci
- Giuseppe Colardo
- Azio Corghi
- Danilo Costantini
- Irlando Danieli
- Renato Dionisi
- Cesare Dominiceti
- Franco Donatoni
- Andrea Dulbecco
- Cesare Ferraresi
- Lorenzo Ferrero
- Vincenzo Ferroni
- Rocco Filippini
- Alceo Galliera
- Mario Garuti
- Gianluigi Gelmetti
- Giorgio Federico Ghedini
- Giuseppe Giuliano
- Sandro Gorli
- Adriano Guarnieri
- Piermiranda Ferraro
- Ruggero Laganà
- Leonardo Leonardi
- Mauro Loguercio
- Gabriele Manca
- Giacomo Manzoni
- Alessandro Melchiorre
- Pippo Molino
- Riccardo Muti
- Ugo Orlandi
- Francesco Paradiso
- Marco Pace
- Vittorio Parisi
- Luciano Patrignani
- Arrigo Pedrollo
- Fernanda Pivano
- Ildebrando Pizzetti
- Ennio Poggi
- Emilio Poggioni
- Enrico Polo
- Amilcare Ponchielli
- Ettore Pozzoli
- Valerio Premuroso
- Salvatore Quasimodo
- Piero Rattalino
- Renato Riccio
- Riccardo Risaliti
- Alessandro Rolla
- Lauro Rossi
- Michele Saladino
- Sergio Scappini
- Salvatore Sciarrino
- Alessandro Solbiati
- Riccardo Sinigaglia
- Ruggero Tajè
- Javier Torres Maldonado
- Paolo Tortiglione
- Marco Tutino
- Fabio Vacchi
- Carlo Vidusso
- Antonino Votto
- Vincenzo Appiani

### Estudiantes famosos
- Claudio Abbado
- Giuseppe Andaloro
- Lilla Lee
- Giovanni Allevi
- Ramin Bahrami
- Stefano Belisari (Elio)
- Luca Belloni
- Luciano Berio
- Bruno Bettinelli
- Oscar Bianchi
- Arrigo Boito
- Giovanni Bottesini
- Marco Boschini
- Marco Enrico Bossi
- Francesco Carluccio
- Niccolò Castiglioni
- Riccardo Chailly
- Roberto Cacciapaglia
- Paolo Castaldi
- Alfredo Catalani
- Federico Caudana
- Aldo Ceccato
- Alessandro Cicognini
- Giorgio Colombo Taccani
- Paolo Tortiglione
- Azio Corghi
- Irlando Danieli
- Francesca Dego
- Alessandro Deljavan
- Franco Donatoni
- Ludovico Einaudi
- Franco Faccio
- Ivan Fedele
- Vittorio Fellegara
- William Massimo Silim Petrucci
- Sandro Filippi
- Antonino Fogliani
- Barbara Frittoli
- Massimo Gatti
- Stefano Gervasoni
- Franco Giovine
- Antônio Carlos Gomes
- Achille Graffigna
- Danilo Lorenzini
- Bruno Maderna
- Pietro Mascagni
- Luigi Molfino
- Luca Mosca
- Riccardo Muti
- Gian Carlo Menotti
- Arturo Benedetti Michelangeli
- Italo Montemezzi
- Otmar Nussio
- Angelo Paccagnini
- Riccardo Pick-Mangiagalli
- Pippo Molino
- Gianfranco Pappalardo Fiumara
- Marco Pace
- Vittorio Parisi
- Maurizio Pollini
- Mara Polli Natoli
- Giacomo Puccini
- Víctor Rasgado
- Fausto Romitelli
- Daniele Rustioni
- Carlo Alberto Rossi
- Guido Salvetti
- Alessandro Solbiati
- Javier Torres Maldonado
- Juan Trigos
- Mariangela Vaccatello
- Mariele Ventre
- Bruno Zanolini
- Alfredo Rossi
- William Maximiliano Di Vincenzo Petruci